# Cargedolo
Cargedolo is een plaats (frazione) in de Italiaanse gemeente Frassinoro.